# 岩永浩美
岩永 浩美（いわなが ひろみ、男性、1942年6月17日 - ）は、日本の政治家。自由民主党所属。参議院議員（3期）、参議院農林水産委員会委員長、農林水産副大臣（第1次安倍改造内閣、福田康夫内閣）、佐賀県議会議員（6期）などを歴任。

## 経歴
佐賀県西松浦郡西有田町（現有田町）出身。佐賀県立伊万里高校を経て1964年中央大学商学部中退。1967年衆議院議員第一秘書となる。1975年、佐賀県議会議員当選。以後連続6期20年務める。1995年には佐賀県議会議長に就任。
1995年11月、参議院議員補欠選挙に自由民主党公認で佐賀県選挙区より立候補し初当選、以後連続3期15年務める。
2005年8月8日の郵政国会では、郵政民営化法案に反対票を投じた。2010年2月7日の自民党佐賀県連代表役員会で、同年7月の第22回参議院議員通常選挙における公認申請を辞退し、立候補しないことを表明した。
2013年4月の春の叙勲で旭日重光章を受章する。

## 所属していた団体・議員連盟
- 日韓議員連盟
- 日本会議国会議員懇談会